# Refugi Mont Caro
El Refugi Caro UEC "Pepito Anguera" construït l'any 1965 i recentment reformat, és un refugi guardat de mitja muntanya propietat de la Unió Excursionista de Catalunya, que està situat a 1.090 metres d'altitud, al vessant nord del Mont Caro, en el pla del Mascar, al terme d'Alfara de Carles, a la comarca del Baix Ebre i dintre del Parc Natural dels Ports.
El refugi, un edifici de dos plantes i golfes, es troba guardat tot l'any amb una capacitat de fins a 34 places per a dormir, però també disposa d'un edifici annex que serveix de refugi lliure en absència del guarda.
L'interior del refugi està equipat a la seva planta baixa amb una gran sala-menjador polivalent amb llar de foc i estufa de llenya, bar i cuina amb servei de menjars i begudes, lavabos i dutxa comunitaris amb aigua calenta, Wifi gratuït amb accés a internet i biblioteca de muntanya i ressenyes. A la seva planta primera amb cinc dormitoris comunitaris de lliteres seguides amb matalassos, mantes i coixins, així com lavabos i dutxes comunitàries amb aigua calenta.
El refugi, que es troba apartat de la carretera, disposa d’una zona d’acampada controlada, una zona de jocs a les feixes dels antics conreus i d'aparcament privat a la vora del refugi.
Es troba dins del circuit de la travessa Estels del Sud i és un lloc de pas dels senders de gran recorregut GR 7 i del GR 171. Des del refugi es poden fer tota mena d'excursions, passejades, travesses, descens de barrancs, escalada, espeleologia i rutes en bicicleta de muntanya pel Parc Natural dels Ports.
A uns 200 m existeix un altre Refugi Caro de titularitat privada.

## Accessos
Les rutes d'accés al refugi són diverses:
En cotxe per la carretera des de Roquetes, carretera asfaltada fins al refugi.
A peu, és punt de pas del GR 7, que recorre tot el Massís dels Ports i seguint el GR 7 des del Refugi Font Ferrera són 5 hores. També des de Roquetes o des de l'Alfara de Carles 4 h, des del refugi lliure Les Clotes 2 h i mitja, des de Beseit 5 h i mitja, i 8 h des d'Horta de Sant Joan.
A peu també és punt d'inici o final del sender GR 171, que comunica el Massís del Port amb el Santuari de Pinós a la comarca del Solsonés.

## Història
Per a la UEC de Tortosa aviat es va fer necessari de tenir un aixopluc o refugi en condicions a la zona dels Ports i l'estiu de 1955 es comprar un terreny de 107 àrees de pineda i prats amb un petit maset. Però no va ser fins a la tardor de 1955 que començaren les obres d'arranjament i ampliació del maset, les quals finalitzaren a principi del 1956. Finalment l'1 d'abril de 1956 s'inaugurà el refugi que va poder encabir-hi al seu interior fins a 15 excursionistes i 10 excursionistes més a la part lliure.
Ben aviat el refugi quedà petit i el setembre de 1964 es projectar un nou refugi per a 80 persones, que no es va començar a construir fins l'estiu de 1965 un cop es va enderrocar el vell refugi. En aquesta nova construcció el president de la UEC Tortosa, en Josep Anguera Navarro, alies "Pepito" tingué un gran protagonisme. Finalment, el 25 de setembre de 1965 es va inaugurar el nou refugi.
Des del desembre de 2005, en honor a la contribució de Pepito Anguera, el refugi porta el seu nom.

## Ascensions i travessies
- Ascensió al Mont Caro (1.441 m).[4]
- Ascensió a la Barcina (1.354 m).[4]
- Ascensió a la Mola de Catí (1.328 m).[4]

- Senders de llarg recorregut: GR 7 Final de l'etapa 23, de Paüls al Refugi de Caro[7] i inici de l'etapa 24, del Refugi de Caro a Fredes.[8] GR 171 final de l'etapa 15: de Paüls al Refugi Mont Caro.[9]

- Travessa Estels del Sud, inici i final de les etapes: Paüls, Ca les Barberes – Refugi Caro i Refugi Caro – Refugi Font Ferrera.[10]